# أداوتو
أداوتو (بالبرتغالية: Evandro Adauto da Silva‏) هو لاعب كرة قدم برازيلي في مركز الهجوم، ولد في 29 مايو 1980 في سانتو أندريه في البرازيل. لعب مع أتلتيكو باراناينسي وريال سبورتينغ خيخون وسلافيا براغ وسنترال إسبانيول ونادي بونتي بريتا ونادي جيلينا.

## وصلات خارجية
- أداوتو على موقع قاعدة بيانات كرة القدم.إي يو (الإنجليزية)
- أداوتو على موقع Soccerway.com (الإنجليزية)